# Wildenstein
Wildenstein település Franciaországban, Haut-Rhin megyében. Lakosainak száma 157 fő (2022. január 1.). Wildenstein Metzeral, Kruth, La Bresse és Cornimont községekkel határos.

## Népesség
A település népessége az elmúlt években az alábbi módon változott:
| Lakosok száma | 188  | 181  | 184  | 180  | 174  | 169  | 163  | 161  | 157  |
|               | 2013 | 2015 | 2016 | 2017 | 2018 | 2019 | 2020 | 2021 | 2022 |